# Лежава, Владимир Нестерович
Владимир Нестерович Лежава (21 мая 1901, Кутаисская губерния — 1 апреля 1968, Ленинград) — советский военачальник, контр-адмирал (1951).

## Биография
Родился в селе Диди Джихаиши Кутаисской губернии.
Учился в Ленинграде в Военно-морском училище им. М. В. Фрунзе на одном курсе с Д. Д. Вдовиченко, Н. Г. Кузнецовым, С. Г. Кучеровым, С. С. Рамишвили, В. Ф. Трибуцем. Окончил училище в 1926 году.
Командовал канонерскими лодками «Красный Азербайджан» (январь 1933 — сентябрь 1936 года) и «Ленин» (сентябрь 1936 — июль 1938 года) Каспийской флотилии. Лидером «Ленинград» (июль 1938 — февраль 1939 года), 1-й бригадой эсминцев (и.д., февраль − октябрь 1939 года) Балтийского флота; одновременно по июнь 1939 года на краткосрочных курсах при ВМА).
Командовал учебным отрядом (октябрь 1939 — июнь 1941 года) Балтийского флота, в составе которого принял участие в советско-финской и встретил начало Великой Отечественной войнах.
С 2 июля по 1 сентября 1941 года в звании капитана 2-го ранга командовал Военно-морской базой «Ручьи». После расформирования базы в связи с отходом войск с Лужского оборонительного рубежа руководил её эвакуацией в Кронштадт, Ленинград и Ярославль, за что награждён орденом Красной Звезды.
Далее военный комендант гарнизона крепости Кронштадт (сентябрь — декабрь 1941 года), в распоряжении Военного совета Балтийского флота (декабрь 1941 — апрель 1942 года), помощник начальника штаба Ленинградской ВМБ (апрель — август 1942 года).
С апреля 1943 года — в звании капитана 1-го ранга командир отдельного отряда канонерских лодок (в составе: «Шексна», «Бира», «Бурей», «Нора», «Селемджа» и «Лахта») Ладожской военной флотилии.
Участник Парада Победы 24 июня 1945 года в Москве.
27 января 1951 года присвоено звание контр-адмирала.
В 1953—1954 годах учился на морском отделении военно-морского факультета ВВА имени К. Е. Ворошилова, учёбу завершил с отличием.
Начальник вооружения и судоремонта 4-го ВМФ (ноябрь 1954 года — февраль 1956 года), Балтийского флота (февраль 1956 года — июнь 1960), с октября 1958 года — одновременно заместитель начальника тыла флота.
С июня 1960 года в запасе по болезни.
Похоронен на Богословском кладбище, впоследствии перезахоронен на Вакийском кладбище Тбилиси.
Награждён: Золотыми часами наркома ВМФ (1936),
Орденом Красной Звезды (1943),
Орденом Красного Знамени (1944),
Орденом Красного Знамени (1944, за выслугу лет),
Орденом Отечественной войны I степени (1945),
Орденом Ленина (1947), Орденом Красного Знамени (1953), медалью «За оборону Ленинграда» (1943).